# Ce soir les souris dansent
Pour plus de détails, voir Fiche technique et Distribution.
Ce soir les souris dansent (La melodía misteriosa) est un film policier franco-espagnol réalisé par Juan Fortuny et sorti en 1956.

## Synopsis
Un commissaire de police espagnol et un de ses amis français, inspecteur enquêtent conjointement à propos du meurtre d'un luthier dans son atelier de Barcelone, étranglé avec la corde d'un violon brisé. Ils n'ont aucune piste si ce n'est qu'un musicien de rue a entendu au moment du crime une musique qui l'a subjugué mais qu'il est incapable d'identifier. Il est cependant capable de la reproduire et les deux inspecteurs profitent d'une émission de radio (la mélodie mystérieuse) pour tenter d'en savoir plus avec l'aide des auditeurs. Un homme prétend alors en être le compositeur avant de raccrocher brutalement. 
On le localise. L'enquête mènera les policiers dans un cabaret puis auprès du professeur de musique Visconti. Les empreintes de ce dernier étant retrouvées sur le violon fracassé, il est inculpé et incarcéré. Mais voilà que le musicien de rue est assassiné à son tour, l'enquête doit donc redémarrer et les inspecteurs finissent par découvrir à Nice, Florencio, un violoniste de cabaret en couple avec une jeune danseuse. Il s'enfuit avec elle, les policiers à leur trousse, tente de passer en force la frontière italienne et s'écrase contre un parapet. 
Florencio meurt sur le coup, sa maitresse n'est que blessée.

## Fiche technique
- Titre français : Ce soir les souris dansent
- Titre original espagnol : La melodía misteriosa
- Réalisateur : Juan Fortuny
- Scénario : Arturo Buendía, Juan Fortuny, Jesús Franco (comme A.L. Mariaux), Ángel G. Gauna, Antonio Jover, Frank Ladret
- Musique : Mick Micheyl
- Photographie : Juan Fortuny, Federico G. Larraya
- Sociétés de production :   Producciones Miguel Mezquíriz -  Eurociné
- Production : Marius Lesœur
- Pays :  Espagne /  France
- Langue d'origine : espagnol
- Format : Noir et blanc - 35 mm - Son mono
- Durée : 94 minutes (1 h 34 min)
- Genre : Policier
- Date de sortie
  - France : 24 octobre 1956

## Distribution
- Howard Vernon (VF : Lui-même) : L'inspecteur Revel
- Manuel Gas (VF : Jean-Jacques Delbo) : Le commissaire Luna
- Mick Micheyl (VF : Elle-même) : Lydia Martha (Martin en VF)
- Manuel Monroy (VF : Jacques Beauchey) : Rogelio
- Dany Carrel (VF :Elle-même) : Luce (Lucie en VF) Arnel
- Bobby Deglané (VF : Pierre Asso) : le présentateur de Radio Madrid
- Salvador Garrido (VF : Gérard Ferrat) : le professeur Visconti
- Luis Induni
- Ricardo Martín (VF : Albert Augier) : le directeur de la radio
- Ángel Moreno (VF : Jean Toulout) : le grand-père aveugle
- Carlos Otero (VF : Yves Furet) : Florencio
- José Palomo (VF : Georges Hubert) : le professeur de musique à la Bodega
- Ricardo Fusté

## Autour du film
Toute la musique du film a été composée par Mick Micheyl y compris les chansons qu'elle y interprète. Toutefois la chanson "Canoé" a été enregistré un an auparavant chez Pathé.